# هونكس
هونكس (بالإنجليزية: Whonix)‏ هي توزيعة لينكس مبنية على كيك‌سيكيور أو‌إس، يدعي مطوروها أنها مصلدة أمنيًا. تسعى التوزيعة لتوفير الخصوصية والمجهولية أثناء تصفح الإنترنت. يتكون نظام التشغيل من آلتين افتراضيتين، أحدهما توفر نافذة عمل والأخرى توفر بوابة لتور عن طريق دبيان وتجبر جميع الاتصالات بالمرور من خلاله.

## وصلات خارجية
- الموقع الرسمي

لم يتم العثور على روابط لمواقع التواصل الاجتماعي.